# Just Dance 2024 Edition
Just Dance 2024 Edition è il quindicesimo capitolo della serie principale Just Dance, nonché il primo ad essere pubblicato esclusivamente come contenuto scaricabile che funge da pass di espansione della 2023 Edition, sviluppato da Ubisoft. È stato annunciato il 12 giugno 2023 alla presentazione online Ubisoft Forward 2023 a Parigi.
Il titolo è disponibile a partire dal 24 ottobre 2023 per PlayStation 5, Xbox Series X/S, Nintendo Switch.

## Tracce
Nel gioco sono presenti 40 canzoni.
| Titolo                                     | Artisti                                          | Difficoltà | Anno | Modalità  | Ballerino/i |
| ------------------------------------------ | ------------------------------------------------ | ---------- | ---- | --------- | ----------- |
| A Night in the Château de Versailles       | The Just Dance Orchestra                         | Medio      | 2023 | Duetto    | ♂️/♀️       |
| A queda                                    | Gloria Groove                                    | Medio      | 2022 | Solo      | ♂️          |
| After Party                                | Banx & Ranx ft. Zach Zoya                        | Medio      | 2023 | Solo      | ♂️          |
| Butter                                     | BTS                                              | Medio      | 2021 | Solo      | ♂️          |
| Calm Down                                  | Rema                                             | Facile     | 2022 | Duetto    | ♂️/♀️       |
| Can't Tame Her                             | Zara Larsson                                     | Difficile  | 2023 | Solo      | ♀️          |
| Canned Heat (+)                            | Jamiroquai                                       | Medio      | 1999 | Solo      | ♂️          |
| Chaise Longue                              | Wet Leg                                          | Medio      | 2021 | Duetto    | ♀️/♀️       |
| Cradles                                    | Sub Urban                                        | Difficile  | 2019 | Solo      | ♂️          |
| Cure for Me                                | Aurora                                           | Medio      | 2021 | Solo      | ♀️          |
| Despechá                                   | Rosalía                                          | Facile     | 2022 | Solo      | ♀️          |
| Don't Cha                                  | Pussycat Dolls ft. Busta Rhymes                  | Medio      | 2005 | Trio      | ♀️/♀️/♀️    |
| Flowers (+)                                | Miley Cyrus                                      | Facile     | 2023 | Solo      | ♀️          |
| Gimme More                                 | Britney Spears                                   | Medio      | 2007 | Solo      | ♀️          |
| How You Like That                          | Blackpink                                        | Medio      | 2020 | Solo      | ♀️          |
| I Am My Own Muse                           | Fall Out Boy                                     | Difficile  | 2023 | Solo      | ♂️          |
| I Wanna Dance with Somebody (Who Loves Me) | Whitney Houston                                  | Medio      | 1987 | Solo      | ♀️          |
| I'm Good (Blue) (+)                        | David Guetta & Bebe Rexha                        | Medio      | 2022 | Duetto    | ♀️/♂️       |
| I'm Not Here to Make Friends               | Sam Smith                                        | Medio      | 2023 | Trio      | ♀️/♀️/♀️    |
| It's the Most Wonderful Time of the Year   | Andy Williams                                    | Facile     | 1963 | Trio      | ♂️/♂️/♀️    |
| Kill Bill                                  | SZA                                              | Facile     | 2022 | Solo      | ♀️          |
| Makeba                                     | Jain                                             | Medio      | 2015 | Trio      | ♀️/♂️/♀️    |
| My Name Is                                 | D Billions                                       | Facile     | 2020 | Quartetto | ♂️/♂️/♀️/♀️ |
| Never Be Like You                          | Flume ft. Kai                                    | Difficile  | 2016 | Solo      | ♀️          |
| Rapper's Delight (*)                       | Groove Century (The Sugarhill Gang)              | Medio      | 1979 | Solo      | ♂️          |
| Sail (+)                                   | Awolnation                                       | Medio      | 2010 | Solo      | ♂️          |
| Say My Name                                | Ateez                                            | Medio      | 2019 | Solo      | ♂️          |
| Seven                                      | Jung Kook ft. Latto                              | Medio      | 2023 | Solo      | ♂️          |
| Shine a Little Love (*)                    | The Sunlight Shakers (Electric Light Orchestra)  | Medio      | 1979 | Solo      | ♂️          |
| Stronger (What Doesn't Kill You)           | Kelly Clarkson                                   | Facile     | 2011 | Solo      | ♀️          |
| Survivor                                   | Destiny's Child                                  | Medio      | 2001 | Trio      | ♀️/♀️/♀️    |
| Swan Lake (*)                              | The Just Dance Orchestra (Pëtr Il'ič Čajkovskij) | Medio      | 1877 | Solo      | Vario       |
| Tainted Love (*)                           | The Just Dancers (Soft Cells)                    | Medio      | 1981 | Quartetto | ♀️/♂️/♀️/♀️ |
| This Wish                                  | Disney's Wish (Ariana DeBose)                    | Facile     | 2023 | Solo      | ♀️          |
| Tití me preguntó                           | Bad Bunny                                        | Medio      | 2022 | Trio      | ♂️/♂️/♂️    |
| Treasure                                   | Bruno Mars                                       | Medio      | 2013 | Solo      | ♂️          |
| Vampire                                    | Olivia Rodrigo                                   | Medio      | 2023 | Duetto    | ♀️/♀️       |
| Wasabi                                     | Little Mix                                       | Medio      | 2018 | Solo      | ♀️          |
| Whitney                                    | Rêve                                             | Medio      | 2022 | Solo      | ♀️          |
| Woof                                       | Sofi Tukker ft. Kah-Lo                           | Facile     | 2023 | Duetto    | ♂️/♀️       |
| You Should See Me in a Crown               | Billie Eilish                                    | Medio      | 2018 | Duetto    | ♀️/♀️       |

- Un "(*)" indica che la canzone è una cover.
- Un "(+)" indica che la canzone è stata presente su Just Dance+ per un periodo limitato.
- Un "[N]" indica che la canzone è stata resa sbloccabile tra il 31 ottobre e il 28 novembre 2023.

## Versioni alternative
Sono disponibili le versioni alternative di 12 canzoni, di cui 5 sbloccabili.
| Titolo                                     | Artisti                         | Difficoltà | Anno | Modalità                     | Ballerino/i |
| ------------------------------------------ | ------------------------------- | ---------- | ---- | ---------------------------- | ----------- |
| Butter                                     | BTS                             | Estremo    | 2021 | Quartetto (Versione Estrema) | ♂️/♂️/♂️/♂️ |
| Cure for Me                                | Aurora                          | Medio      | 2021 | Solo (Versione Carta)        | ♀️          |
| Don't Cha                                  | Pussycat Dolls ft. Busta Rhymes | Estremo    | 2005 | Solo (Versione Estrema)      | ♀️          |
| Flowers                                    | Miley Cyrus                     | Medio      | 2023 | Solo (Versione Fitness)      | ♀️          |
| Gimme More                                 | Britney Spears                  | Estremo    | 2007 | Solo (Versione Estrema)      | ♀️          |
| How You Like That                          | Blackpink                       | Estremo    | 2020 | Quartetto (Versione Estrema) | ♀️/♀️/♀️/♀️ |
| I Wanna Dance with Somebody (Who Loves Me) | Whitney Houston                 | Facile     | 2022 | Solo (Versione Extravaganza) | ♀️          |
| I'm Good (Blue)                            | David Guetta & Bebe Rexha       | Estremo    | 2022 | Solo (Versione Estrema)      | ♀️          |
| Say My Name                                | Ateez                           | Estremo    | 2019 | Trio (Versione Estrema)      | ♂️/♂️/♂️    |
| Survivor                                   | Destiny's Child                 | Facile     | 2001 | Solo (Versione Workout)      | ♀️          |
| Tití me preguntó                           | Bad Bunny                       | Facile     | 2022 | Duetto (Versione Barbecue)   | ♂️/♂️       |
| Wasabi                                     | Little Mix                      | Estremo    | 2018 | Duetto (Versione Estrema)    | ♀️/♀️       |

- Un "[N]" indica che la canzone è stata resa sbloccabile tra il 31 ottobre e il 28 novembre 2023.

## Just Dance+
Successore della piattaforma Just Dance Unlimited, permette di accedere ad alcuni brani provenienti dai precedenti capitoli Just Dance assieme ad alcune esclusive che verranno aggiunte nel tempo. Ogni copia del gioco ha un mese di prova gratuita.
| Titolo                           | Artisti                                                                                | Difficoltà | Anno | Modalità  | Ballerino/i | Data di uscita             |
| -------------------------------- | -------------------------------------------------------------------------------------- | ---------- | ---- | --------- | ----------- | -------------------------- |
| A Whole New World                | Disney's Aladdin (Brad Kane & Lea Salonga)                                             | Facile     | 1992 | Duetto    | ♀️/♂️       | 5 dicembre 2023            |
| Boy's a Liar Pt. 2               | PinkPantheress & Ice Spice                                                             | Medio      | 2023 | Duetto    | ♂️/♀️       | 27 febbraio 2024           |
| Darkest Hour                     | The Rising Swan                                                                        | Facile     | 2024 | Solo      | ♀️          | 14 maggio 2024             |
| Don't Rush                       | Young T & Bugsey ft. Headie One                                                        | Difficile  | 2019 | Duetto    | ♂️/♂️       | 11 giugno 2024             |
| Greedy                           | Tate McRae                                                                             | Difficile  | 2023 | Solo      | ♀️          | 26 marzo 2024              |
| Hollaback Girl                   | Gwen Stefani                                                                           | Medio      | 2005 | Solo      | ♀️          | 27 febbraio 2024           |
| If You Wanna Party (Alternativa) | The Just Dancers                                                                       | Estremo    | 2022 | Solo      | ♀️          | 24 ottobre 2023 (Brasile)  |
| I'll Make a Man Out of You       | Disney's Mulan (Donny Osmond)                                                          | Medio      | 1998 | Solo      | ♀️          | 9 gennaio 2024             |
| Murder on the Dancefloor         | Sophie Ellis-Bextor                                                                    | Difficile  | 2001 | Duetto    | ♀️/♂️       | 14 maggio 2024             |
| Otonablue                        | Atarashii Gakko!                                                                       | Medio      | 2023 | Quartetto | ♀️/♀️/♀️/♀️ | 24 ottobre 2023 (Giappone) |
| Paparazzi                        | Lady Gaga                                                                              | Medio      | 2008 | Solo      | ♀️          | 9 luglio 2024              |
| Sk8ter Boi                       | Avril Lavigne                                                                          | Medio      | 2002 | Duetto    | ♂️/♀️       | 26 marzo 2024              |
| Todo de ti                       | Rauw Alejandro                                                                         | Medio      | 2021 | Solo      | ♂️          | 11 giugno 2024             |
| When Will My Life Begin?         | Disney's Rapunzel (Mandy Moore)                                                        | Medio      | 2010 | Solo      | ♀️          | 9 gennaio 2024             |
| Zero to Hero                     | Disney's Hercules (Lillias White, Cheryl Freeman, LaChanze, Roz Ryan & Vaneese Thomas) | Medio      | 1997 | Trio      | ♀️/♀️/♀️    | 5 dicembre 2023            |

### Annotazioni
1. ↑  Canzone sbloccabile a partire dal 14 novembre 2023.
2. ↑  Canzone sbloccabile a partire dal 28 novembre 2023.
3. ↑  Canzone sbloccabile a partire dal 21 novembre 2023.
4. ↑  Canzone sbloccabile a partire dal 31 ottobre 2023.
5. ↑  Canzone sbloccabile a partire dal 7 novembre 2023.

### Fonti
1. ↑  (EN) Just Dance 2023 Edition Coming November 22, su news.ubisoft.com. URL consultato il 27 ottobre 2023.
2. ↑  (EN) Just Dance 2024 Edition Launches October 24, su news.ubisoft.com. URL consultato il 15 giugno 2023.
3. ↑  (EN) Just Dance 2024 release date, songs, more, su The Loadout, 12 giugno 2023. URL consultato il 15 giugno 2023.